# Haus und Wellness
Die Zeitschrift Haus und Wellness (Eigenschreibweise: haus&wellness) ist ein Magazin des Münchner Verlagshauses BT Verlag. Sie erscheint seit Dezember 2004 jeden zweiten Monat.

## Themen
Haus und Wellness ist in folgende Rubriken unterteilt:
- Die Rubik „Inspiration“ zeigt Wohnbeispiele mit Pool, Sauna oder Whirlpool,
- die Rubrik „Pool“ zeigt und erklärt Käufern von Swimmingpools technische Details,
- in der Rubrik „Whirlpool“ geht es um neue Modelle von Portable Spas, Hot Tubs und Whirlwannen,
- die Rubrik „Sauna“ befasst sich mit Wirkungsweisen der Sauna und des Dampfbades und gibt Tipps zur Anschaffung für zu Hause,
- in der Rubrik „Hotel“ erhalten die Leser Hotel- und Reisetipps mit dem Schwerpunkt Wellness.

Die durchschnittliche Seitenzahl liegt bei etwa mehr als 180 Seiten.

## Mitgliedschaften
Der BT Verlag ist Mitglied im VDZ Verband Deutscher Zeitschriftenverleger und im BSW Bundesverband Schwimmbad & Wellness.
Die Auflage des Magazins wurde bis September 2010 von der IVW (Informationsgemeinschaft zur Feststellung der Verbreitung von Werbeträgern) geprüft.

## Sonstiges
Seit 2005 erscheinen in jeder Ausgabe der Haus und Wellness die „Blauen Seiten“. In diesem Special sind Unternehmen mit Kurzporträts aufgelistet, die Pool- und Wellnessanlagen erstellen.